# Елайджа Дейкстра
Ела́йджа Де́йкстра (нід. Elijah Dijkstra; нар. 5 серпня 2006) — нідерландський футболіст, захисник клубу АЗ.

## Клубна кар'єра
Вихованець команди «Фортуна» (Вормервер), в 2019 року приєднався до академії АЗ. 21 квітня 2023 року дебютував за фарм-клуб «Йонг АЗ» в матчі Еерстедивізі проти «Дордрехта».
5 серпня 2024 року підписав з АЗ новий п'ятирічний контракт. 23 вересня 2024 року в поєдинку Еерстедивізі проти «Де Графсхапа» забив свій перший гол у кар'єрі.
27 лютого 2025 року дебютував в основному складі АЗ в матчі Кубка Нідерландів проти «Гераклеса», вийшовши на заміну Сеї Майкумі. 16 березня 2025 року в поєдинку проти амстердамського «Аякса» дебютував в Ередивізі.
31 липня 2025 року в матчі кваліфікації Ліги конференцій УЄФА проти фінського «Ільвеса» дебютував у єврокубках.

## Кар'єра в збірній
Виступав за збірні Нідерландів до 16, до 17, до 18 і до 19 років. В травні 2023 року в складі збірної до 17 років виступав на юнацькому чемпіонаті Європи в Угорщині. На турнірі провів три матчі, а його команда не вийшла з групи.
В травні 2025 року потрапив в заявку збірної до 19 років на юнацький чемпіонат Європи в Румунії. На турнірі провів п'ять матчів, а його команда вперше в історії стала переможцем чемпіонату Європи в цій віковій категорії.

## Статистика виступів
Станом на 14 серпня 2025 
| Клуб              | Сезон             | Чемпіонат         | Чемпіонат | Чемпіонат | Кубок | Кубок | Єврокубки | Єврокубки | Інші  | Інші | Всього | Всього |
| Клуб              | Сезон             | Дивізіон          | Матчі     | Голи      | Матчі | Голи  | Матчі     | Голи      | Матчі | Голи | Матчі  | Голи   |
| ----------------- | ----------------- | ----------------- | --------- | --------- | ----- | ----- | --------- | --------- | ----- | ---- | ------ | ------ |
| Йонг АЗ           | 2021–22           | Еерстедивізі      | 1         | 0         | —     | —     | —         | —         | —     | —    | 1      | 0      |
| Йонг АЗ           | 2022–23           | Еерстедивізі      | 1         | 0         | —     | —     | —         | —         | —     | —    | 1      | 0      |
| Йонг АЗ           | 2024–25           | Еерстедивізі      | 26        | 3         | —     | —     | —         | —         | —     | —    | 26     | 3      |
| Йонг АЗ           | Всього            | Всього            | 28        | 3         | 0     | 0     | 0         | 0         | 0     | 0    | 28     | 3      |
| АЗ                | 2024–25           | Ередивізі         | 2         | 0         | 1     | 0     | 0         | 0         | 0     | 0    | 3      | 0      |
| АЗ                | 2025–26           | Ередивізі         | 0         | 0         | 0     | 0     | 2         | 0         | 0     | 0    | 2      | 0      |
| АЗ                | Всього            | Всього            | 2         | 0         | 1     | 0     | 2         | 0         | 0     | 0    | 5      | 0      |
| Всього за кар'єру | Всього за кар'єру | Всього за кар'єру | 30        | 3         | 1     | 0     | 2         | 0         | 0     | 0    | 32     | 3      |

1. ↑  Матчі в Лізі конференцій УЄФА

## Досягнення
Збірна Нідерландів (до 19)
- Переможець юнацького чемпіонату Європи (до 19 років): 2025[15]